# وولکا ژوکووسکا
وولکا ژوکووسکا (به لاتین: Wólka Żukowska) یک روستا در لهستان است که در گمینا موکوبوده واقع شده‌است.